# Gran Premi de Portugal del 1960

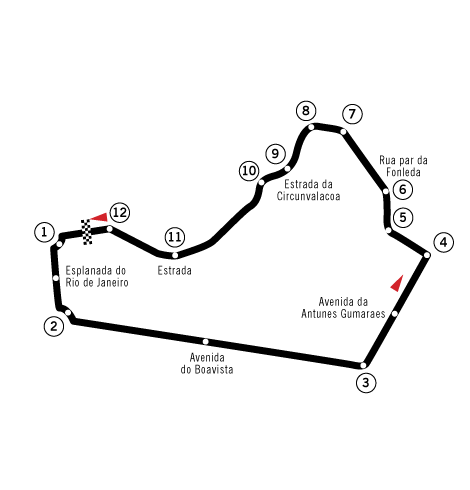
Mapa del circuit de Boavista, seu de la prova.

Resultats del Gran Premi de Portugal de la temporada 1960 de Fórmula 1, disputat al circuit de Porto el 14 d'agost del 1960. La pole position fou per John Surtees (2' 25. 56) que també feu la volta ràpidaees (2' 27. 53, a la volta 33)

## Resultats
| Posició | Número | Pilot                  | Equip             | Voltes | Temps/ Retirada | Posició de sortida | Punts |
| ------- | ------ | ---------------------- | ----------------- | ------ | --------------- | ------------------ | ----- |
| 1       | 2      | Jack Brabham           | Cooper - Climax   | 55     | 2h 19' 00. 0    | 3                  | 8     |
| 2       | 4      | Bruce McLaren          | Cooper - Climax   | 55     | + 57.97 s       | 6                  | 6     |
| 3       | 14     | Jim Clark              | Lotus - Climax    | 55     | + 1' 53.23 min. | 8                  | 4     |
| 4       | 28     | Wolfgang von Trips     | Ferrari           | 55     | + 1' 58.81 min. | 9                  | 3     |
| 5       | 6      | Tony Brooks            | Cooper - Climax   | 49     | + 6 Voltes      | 12                 | 2     |
| 6       | 16     | Innes Ireland          | Lotus - Climax    | 48     | + 7 Voltes      | 7                  | 1     |
| 7       | 8      | Olivier Gendebien      | Cooper - Climax   | 46     | + 9 Voltes      | 14                 |       |
| DSC     | 12     | Stirling Moss          | Lotus - Climax    | 51     | Desqualificat   | 4                  |       |
| Ret     | 32     | Mario de Araujo Cabral | Cooper - Maserati | 38     | Accident        | 15                 |       |
| Ret     | 18     | John Surtees           | Lotus - Climax    | 37     | Radiador        | 1                  |       |
| Ret     | 26     | Phil Hill              | Ferrari           | 30     | Accident        | 10                 |       |
| Ret     | 24     | Dan Gurney             | BRM               | 25     | Motor           | 2                  |       |
| Ret     | 30     | Masten Gregory         | Cooper - Maserati | 21     | Caixa canvi     | 11                 |       |
| Ret     | 22     | Graham Hill            | BRM               | 9      | Caixa canvi     | 5                  |       |
| Ret     | 20     | Jo Bonnier             | BRM               | 6      | Motor           | 13                 |       |